# Ernest Gruening
Ernest Henry Gruening (New York, 1887. február 6. – Washington, 1974. június 26.) újságíró, amerikai demokrata politikus. 1939 és 1953 között az alaszkai területek kormányzója, majd 1959 és 1969 között Alaszka első szenátora.
New Yorkban született, és a Harvardon végzett 1907-ben. Újságírói karrierje 1912-ben kezdődött, amikor a Boston Evening Heraldhoz került. Később a Boston Evening Travelernél és a New York Tribunenél dolgozott. Az első világháború után a The Nation szerkesztője lett 1920 és 1923 között, majd 1932 és 1933 között a New York Post szerkesztője lett.
A nagy világválság után fordult a politika felé. Kezdetben a belügyminisztériumban dolgozott, majd 1939-ben az alaszkai területek kormányzójának nevezték ki, amely posztot tinennégy évig töltötte be. Miután Alaszka 1959-ben elnyerte a teljes jogú állam státuszát, Gruening lett az állam első képviselője a Szenátusban.
Csak Wayne Morse, oregoni szenátor és Gruening szavazott a vietnámi háború amerikai részvételét elindító ún. Tonkin-öböl határozat ellen.